# Ståkkesjön
Ståkkesjön är en sjö i Arjeplogs kommun i Lappland och ingår i Piteälvens huvudavrinningsområde. Sjön har en area på 0,221 kvadratkilometer och ligger 497,1 meter över havet.

## Delavrinningsområde
Ståkkesjön ingår i det delavrinningsområde (733408-163247) som SMHI kallar för Förgrening. Medelhöjden är 483 meter över havet och ytan är 50,15 kvadratkilometer. Räknas de 11 avrinningsområdena uppströms in blir den ackumulerade arean 220,8 kvadratkilometer. Ribraurjåkkå som avvattnar avrinningsområdet har biflödesordning 3, vilket innebär att vattnet flödar genom totalt 3 vattendrag innan det når havet efter 193 kilometer. Avrinningsområdet består mestadels av skog (71 procent) och sankmarker (22 procent). Avrinningsområdet har 0,29 kvadratkilometer vattenytor vilket ger det en sjöprocent på 0,6 procent.